# Eleições estaduais em Sergipe em 2022
As eleições estaduais em Sergipe em 2022 foram realizadas em 2 de outubro (primeiro turno) e 30 de outubro (segundo turno), como parte das eleições gerais no Brasil. Os sergipanos aptos a votar elegeram seus representantes na seguinte proporção: oito deputados federais, um senador, vinte e quatro deputados estaduais e o governador do estado. Os eleitos tomarão posse em 1° de janeiro (Presidente da República, governador e respectivos vices) ou 1º de fevereiro (senador e deputados) de 2023 para mandatos com duração de quatro anos (salvo no caso do senador, que terá mandato de oito anos).
O governador e o vice-governador eleitos nesta eleição exercerão um mandato alguns dias mais longo. Isso ocorre devido a Emenda Constitucional n° 111, que alterou a Constituição e estipulou que o mandato dos governadores dos Estados e do Distrito Federal deverá ser iniciado em 06 de janeiro após a eleição. Entretanto, os candidatos eleitos nesta eleição assumem dia 1º de janeiro de 2023 e entregam o cargo no dia 06 de janeiro de 2027.
No pleito realizado em 2 de outubro, o senador Rogério Carvalho, do PT, que recebeu 338.796 votos (44,70% dos votos válidos), sendo o segundo colocado o o deputado federal Fábio Mitidieri, do PSD, recebeu 294.936 votos (38,91% dos votos válidos). De acordo com a legislação, como nenhum dos candidatos atingiram mais de 50% dos votos válidos, realizou-se um segundo turno em 30 de outubro, onde Fábio Mitidieri foi eleito governador do estado de Sergipe, com 623.581 votos (51,70% dos votos válidos), enquanto Rogério Carvalho, recebeu 582.940 (48,30% dos votos válidos). Para a representação de Sergipe no Senado Federal, foi eleito o deputado federal Laércio Oliveira, do PP, com 310.300 votos (28,57% dos votos válidos). Pela primeira vez na história de Sergipe, duas mulheres foram eleitas para o cargo de deputada federal: Yandra de André (UNIÃO) e Delegada Katarina (PSD), eleitas com 131.471 (obtendo maior votação) e 38.135 votos, respectivamente. Entre os eleitos e eleitas para a Assembleia Legislativa de Sergipe, está Linda Brasil (PSOL), primeira mulher trans a ser eleita para o cargo em Sergipe, obtendo 28.704 votos.

## Calendário eleitoral
| Calendário eleitoral      | Calendário eleitoral                                                                       |
| ------------------------- | ------------------------------------------------------------------------------------------ |
| 15 de maio                | Início do financiamento coletivo dos pré-candidatos                                        |
| 20 de julho a 5 de agosto | Convenções partidárias para a escolha dos candidatos e das coligações                      |
| 2 de outubro              | Primeiro turno das eleições                                                                |
| 7 a 28 de outubro         | Propaganda eleitoral gratuita no rádio e na televisão relativa a um eventual segundo turno |
| 30 de outubro             | Eventual segundo turno das eleições                                                        |
| até 19 de dezembro        | Diplomação dos eleitos pela Justiça Eleitoral                                              |

## Candidatos ao governo de Sergipe
As convenções partidárias iniciaram-se no dia 20 de julho, se estendendo até 5 de agosto. Os seguintes partidos políticos já confirmaram suas candidaturas. Os partidos políticos têm até 15 de agosto de 2022 para registrar formalmente os seus candidatos.

### Candidaturas confirmadas
Nota: a tabela a seguir está organizada por ordem alfabética de candidatos.
| Governador(a)               | Governador(a) | Governador(a) | Cargo político anterior                      | Vice-Governador(a)      | Vice-Governador(a) | Vice-Governador(a) | Coligação/ Federação                                                    | Número eleitoral | Tempo de horário eleitoral |
| Candidato                   | Partido       | Partido       | Cargo político anterior                      | Candidato               | Partido            | Partido            | Coligação/ Federação                                                    | Número eleitoral | Tempo de horário eleitoral |
| Alessandro Vieira           |               | PSDB          | Senador por Sergipe (2019 – atualidade)      | Milton Andrade          |                    | Cidadania          | Esperança na Mudança Fed. PSDB Cidadania, PODE                          | 45               | 1min11s                    |
| Dr. Cláudio Médico Geriatra |               | DC            | Secretário de Saúde de Itabaiana (2007–2008) | Giovanna Pereira Rocha  |                    | DC                 | Sem coligação                                                           | 27               | Sem tempo de rádio e TV    |
| Prof. Aroldo Félix          |               | UP            | Sem cargo político anterior                  | Luze Augusta dos Santos |                    | UP                 | Sem coligação                                                           | 80               | Sem tempo de rádio e TV    |
| Elinos Sabino               |               | PSTU          | Sem cargo político anterior                  | Leidi Lima              |                    | PSTU               | Sem coligação                                                           | 16               | Sem tempo de rádio e TV    |
| Fábio Mitidieri             |               | PSD           | Deputado federal por Sergipe (2015–2022)     | Zezinho Sobral          |                    | PDT                | Novo Tempo pra Sergipe PSD, PDT, PP, Republicanos, UNIÃO, PSC, Avante   | 55               | 4min11s                    |
| Niully Campos               |               | PSOL          | Sem cargo político anterior                  | Demétrio Varjão         |                    | PSOL               | Fed. PSOL REDE                                                          | 50               | 24s                        |
| Rogério Carvalho            |               | PT            | Senador por Sergipe (2019–atualidade)        | Sérgio Gama             |                    | MDB                | Sergipe da Esperança FE Brasil (PT, PCdoB, PV), MDB, PSB, Solidariedade | 13               | 2min55s                    |

### Indeferimento
O PL registrou a candidatura de Valmir de Francisquinho, mas o TSE e o TRE-SE negaram o registro de candidatura dele às vésperas do dia da eleição. Apesar da inegibilidade Valmir continuou se afirmando como candidato em suas redes sociais.
| Governador(a)           | Governador(a) | Governador(a) | Cargo político anterior           | Vice-Governador(a) | Vice-Governador(a) | Vice-Governador(a) | Coligação/ Federação                     | Número eleitoral | Tempo de horário eleitoral |
| Candidato               | Partido       | Partido       | Cargo político anterior           | Candidato          | Partido            | Partido            | Coligação/ Federação                     | Número eleitoral | Tempo de horário eleitoral |
| Valmir de Francisquinho |               | PL            | Prefeito de Itabaiana (2013–2020) | Emília Corrêa      |                    | Patriota           | O Povo Quer PL, Patriota, PROS, PTB, PMN | 22               | 1min17s                    |

### Desistências
No dia 19 de agosto, o candidato Jorge Alberto, do PROS, anunciou através de nota a sua desistência da disputa pelo governo de Sergipe. No texto, o político citou a insegurança jurídica provocada pela constante alternância no comando nacional do Partido Republicano da Ordem Social (Pros), do qual é filiado, que impactou na mudança dos membros da comissão provisória do partido em Sergipe.
| Governador(a) | Governador(a) | Governador(a) | Cargo político anterior     | Vice-Governador(a) | Vice-Governador(a) | Vice-Governador(a) | Coligação/ Federação | Número eleitoral | Tempo de horário eleitoral |
| Candidato     | Partido       | Partido       | Cargo político anterior     | Candidato          | Partido            | Partido            | Coligação/ Federação | Número eleitoral | Tempo de horário eleitoral |
| Jorge Alberto |               | PROS          | Sem cargo político anterior | Renato Araújo      |                    | PROS               | Sem coligação        | 90               |                            |

- João Fontes (PTB) - Deputado Federal por Sergipe 2003-2007. No dia da convenção de seu partido, ele decidiu desistir de sua pré candidatura diante da necessidade de possuir um palanque único alinhado com Jair Bolsonaro (PL) no estado de Sergipe. O partido decidiu apoiar a candidatura de Valmir de Francisquinho (PL) ao Governo de Sergipe e indicou o João Fontes para ser o 1° suplente de Eduardo Amorim (PL)[29][30]

## Candidatos ao Senado Federal
As convenções partidárias iniciaram-se no dia 20 de julho, se estendendo até 5 de agosto. Os seguintes partidos políticos já confirmaram suas candidaturas. Os partidos políticos têm até 15 de agosto de 2022 para registrar formalmente os seus candidatos.

### Candidaturas confirmadas
Nota: a tabela a seguir está organizada por ordem alfabética de candidatos.
| Senador                  | Senador                          | Senador | Cargo político anterior                  | Suplentes                     | Suplentes | Suplentes | Coligação/ Federação                                                    | Número eleitoral | Tempo de horário eleitoral |
| Candidato                | Partido                          | Partido | Cargo político anterior                  | Candidatos                    | Partido   | Partido   | Coligação/ Federação                                                    | Número eleitoral | Tempo de horário eleitoral |
| Airton Costa             |                                  | DC      | Sem cargo político anterior              | 1° suplente: Antônio Carlos   |           | DC        | Sem coligação                                                           | 270              | Sem tempo de rádio e TV    |
| Airton Costa             | 2ª suplente: Antônio Alves       | DC      | Sem cargo político anterior              |                               |           | DC        | Sem coligação                                                           | 270              | Sem tempo de rádio e TV    |
| Delegada Danielle Garcia |                                  | PODE    | Sem cargo político anterior              | 1° suplente: Ezequiel Leite   |           | PSDB      | Esperança na Mudança Fed. PSDB Cidadania, PODE                          | 190              | 35s                        |
| Delegada Danielle Garcia | 2° suplente: Adriano Barbosa     | PODE    | Sem cargo político anterior              |                               | PODE      |           | Esperança na Mudança Fed. PSDB Cidadania, PODE                          | 190              | 35s                        |
| Dr. Eduardo Amorim       |                                  | PL      | Senador por Sergipe (2011–2019)          | 1° suplente: João Fontes      |           | PTB       | O Povo Quer PL, Patriota, PROS, PTB, PMN                                | 222              | 38s                        |
| Dr. Eduardo Amorim       | 2° suplente: Pastor Cleiton      | PL      | Senador por Sergipe (2011–2019)          |                               | Patriota  |           | O Povo Quer PL, Patriota, PROS, PTB, PMN                                | 222              | 38s                        |
| Heraldo Góes             |                                  | PSTU    | Sem cargo político anterior              | 1° suplente: Maria de Lourdes |           | PSTU      | Sem coligação                                                           | 161              | Sem tempo de rádio e TV    |
| Heraldo Góes             | 2ª suplente: Nalvinha Santos     | PSTU    | Sem cargo político anterior              |                               |           | PSTU      | Sem coligação                                                           | 161              | Sem tempo de rádio e TV    |
| Henri Clay               |                                  | PSOL    | Sem cargo político anterior              | 1° suplente: Jossimário Mick  |           | PSOL      | Fed. PSOL REDE                                                          | 500              | 12s                        |
| Henri Clay               | 2ª suplente: Izaltina Quilombola | PSOL    | Sem cargo político anterior              |                               |           | PSOL      | Fed. PSOL REDE                                                          | 500              | 12s                        |
| Laércio Oliveira         |                                  | PP      | Deputado federal por Sergipe (2011–2023) | 1° suplente: Janier Mota      |           | PSD       | Novo Tempo pra Sergipe PSD, PDT, PP, Republicanos, UNIÃO, PSC, Avante   | 111              | 2min05s                    |
| Laércio Oliveira         | 2° suplente: Fernando Mota       | PP      | Deputado federal por Sergipe (2011–2023) |                               | PP        |           | Novo Tempo pra Sergipe PSD, PDT, PP, Republicanos, UNIÃO, PSC, Avante   | 111              | 2min05s                    |
| Valadares Filho          |                                  | PSB     | Deputado federal por Sergipe (2007–2019) | 1° suplente: Márcio Macedo    |           | PT        | Sergipe da Esperança FE Brasil (PT, PCdoB, PV), MDB, PSB, Solidariedade | 404              | 1min27s                    |
| Valadares Filho          | 2° suplente: Emanuel Oliveira    | PSB     | Deputado federal por Sergipe (2007–2019) |                               | PV        |           | Sergipe da Esperança FE Brasil (PT, PCdoB, PV), MDB, PSB, Solidariedade | 404              | 1min27s                    |

## Pesquisas de opinião

### Governador
| Período | Instituto          | Valmir (PL) | Rogério (PT) | Fábio (PSD) | Alessandro (PSDB) | Niully (PSOL) | Dr. Cláudio (DC) | Prof. Aroldo (UP) | Elinos (PSTU) | B/N  | NS/NR |
| ------- | ------------------ | ----------- | ------------ | ----------- | ----------------- | ------------- | ---------------- | ----------------- | ------------- | ---- | ----- |
| 26-27/9 | Real Time Big Data | 35%         | 25%          | 20%         | 9%                | 5%            | 0%               | 1%                | 0%            | 3%   | 2%    |
| 19-21/9 | TV Sergipe/Ipec    | 38%         | 20%          | 16%         | 6%                | 3%            | 1%               | 1%                | 1%            | 6%   | 9%    |
| 23-27/8 | AtlasIntel         | 32,9%       | 20,3%        | 16,5%       | 9,3%              | 2,1%          | 0,5%             | 0,5%              | 0,1%          | 9,6% | 7,6%  |
| 22-24/8 | TV Sergipe/Ipec    | 29%         | 12%          | 16%         | 9%                | 0%            | 1%               | 1%                | 0%            | 16%  | 15%   |

| Institutos de opinião | Datas de realização              | Entrevistados | Fábio PSD | Alessandro PSDB | Rogério PT | Jorge PROS | Fontes PTB | Niully PSOL | Félix UP | Outros | Abstenções/ Indecisos | Vantagem |
| Institutos de opinião | Datas de realização              | Entrevistados |           |                 |            |            |            |             |          | Outros | Abstenções/ Indecisos | Vantagem |
| Instituto França      | 29 de julho-04 de agosto de 2022 | 1.200         | 19,69%    | 13,58%          | 13,01%     | 3%         | 2,04%      | 0,91%       | 0,68%    | 0,27%  | 46,82%                | 6,09%    |

### Senador
| Período | Instituto          | Valadares (PSB) | Danielle (PODE) | Amorim (PL) | Laércio (PP) | Henry (PSOL) | Airton (DC) | Heraldo (PSTU) | B/N   | NS/NR |
| ------- | ------------------ | --------------- | --------------- | ----------- | ------------ | ------------ | ----------- | -------------- | ----- | ----- |
| 26-27/9 | Real Time Big Data | 24%             | 21%             | 16%         | 14%          | 3%           | 1%          | 1%             | 8%    | 12%   |
| 19-21/9 | TV Sergipe/Ipec    | 23%             | 20%             | 16%         | 15%          | 3%           | 2%          | 1%             | 9%    | 12%   |
| 23-27/8 | AtlasIntel         | 14%             | 22,8%           | 13,2%       | 6,9%         | 8,4%         | 0,6%        | 0,3%           | 15,8% | 18%   |
| 22-24/8 | TV Sergipe/Ipec    | 20%             | 17%             | 18%         | 11%          | 2%           | 2%          | 2%             | 17%   | 12%   |

| Institutos de opinião | Datas de realização              | Entrevistados | Danielle PODE | Amorim PL | Valadares PSB | Laércio PP | Mendonça PTB | Clay PSOL | Outros | Abstenções/ Indecisos | Vantagem |
| Institutos de opinião | Datas de realização              | Entrevistados |               |           |               |            |              |           | Outros | Abstenções/ Indecisos | Vantagem |
| Instituto França      | 29 de julho-04 de agosto de 2022 | 1.200         | 23,89%        | 13,37%    | 11,54%        | 8,22%      | 2,81%        | 1,75%     | 1,61%  | 36,82%                | 10,52%   |

## Resultados da eleição
Segundo os dados do Tribunal Superior Eleitoral, no estado de Sergipe, 1.362.604 eleitores (81,64% do eleitorado) compareceram às urnas no primeiro turno das eleições (2 de outubro) e 306.438 eleitores (18,36% do eleitorado) se abstiveram de votar. No segundo turno (30 de outubro), 1.353.358 eleitores (81,10% do eleitorado) compareceram às urnas, enquanto 315.516 eleitores (18,90% do eleitorado) se abstiveram.

### Governador

#### Primeiro turno
Conforme dados do Tribunal Superior Eleitoral, foram apurados 757.938 votos válidos (55,62%), 62.604 votos em branco (4,6%) e 542.062 votos nulos (39,78%), resultando no comparecimento de 1.362.604 eleitores.
| Candidato(a)           | Votos   | Porcentagem |
| ---------------------- | ------- | ----------- |
| Rogério Carvalho PT    | 338.796 | 44,70%      |
| Fábio Mitidieri PSD    | 294.936 | 38,91%      |
| Alessandro Vieira PSDB | 82.495  | 10,88%      |
| Niully Campos PSOL     | 37.366  | 4,93%       |
| Dr. Cláudio DC         | 2.655   | 0,35%       |
| Aroldo Félix UP        | 1.044   | 0,14%       |
| Elinos Sabino PSTU     | 646     | 0,09%       |

| Partido | Partido | Candidato  | Votos   | Votos (%) |
| ------- | ------- | ---------- | ------- | --------- |
|         | PT      | Rogério    | 338 796 | 44,7%     |
|         | PSD     | Fábio      | 294 936 | 38,91%    |
|         | PSDB    | Alessandro | 82 495  | 10,88%    |
|         | PSOL    | Niully     | 37 366  | 4,93%     |
|         | DC      | Cláudio    | 2 655   | 0,35%     |
|         | UP      | Aroldo     | 1 044   | 0,14%     |
|         | PSTU    | Elinos     | 646     | 0,09%     |
| Totais  | Totais  | Totais     | 757 938 |           |

#### Segundo turno
Conforme dados do Tribunal Superior Eleitoral, foram apurados 1.206.791 votos válidos (89,16%), 47.242 votos em branco (3,49%) e 99.505 votos nulos (7,35%), resultando no comparecimento de 1.353.538 eleitores.
| Candidato(a)        | Votos   | Porcentagem |
| ------------------- | ------- | ----------- |
| Fábio Mitidieri PSD | 623.851 | 51,70%      |
| Rogério Carvalho PT | 582.940 | 48,30%      |

| Partido | Partido | Candidato | Votos     | Votos (%) |
| ------- | ------- | --------- | --------- | --------- |
|         | PSD     | Fábio     | 623 851   | 51,7%     |
|         | PT      | Rogério   | 582 940   | 48,3%     |
| Totais  | Totais  | Totais    | 1 206 791 |           |

### Senador
Conforme dados do Tribunal Superior Eleitoral, foram apurados 1.086.263 votos válidos (79,72%), 107.308 votos em branco (7,87%) e 169.033 votos nulos (12,41%), resultando no comparecimento de 1.362.604 eleitores.
| Candidato(a)         | Votos   | Porcentagem |
| -------------------- | ------- | ----------- |
| Laércio Oliveira PP  | 310.300 | 28,57%      |
| Valadares Filho PSB  | 267.756 | 24,65%      |
| Eduardo Amorim PL    | 246.398 | 22,68%      |
| Danielle Garcia PODE | 206.135 | 18,98%      |
| Henri Clay PSOL      | 52.741  | 4,86%       |
| Heraldo Goes PSTU    | 1.600   | 0,15%       |
| Airton Costa DC      | 1.333   | 0,12%       |

| Partido | Partido | Candidato | Votos     | Votos (%) |
| ------- | ------- | --------- | --------- | --------- |
|         | PP      | Laércio   | 310 300   | 28,57%    |
|         | PSB     | Valadares | 267 756   | 24,65%    |
|         | PL      | Amorim    | 246 398   | 22,68%    |
|         | PODE    | Danielle  | 206 135   | 18,98%    |
|         | PSOL    | Henri     | 52 741    | 4,86%     |
|         | PSTU    | Heraldo   | 1 600     | 0,15%     |
|         | DC      | Airton    | 1 333     | 0,12%     |
| Totais  | Totais  | Totais    | 1 086 263 |           |

### Deputados federais eleitos
Foram oito os deputados federais eleitos para a representação de Sergipe na Câmara dos Deputados. Conforme o Tribunal Superior Eleitoral, foram apurados 1.140.554 votos nominais (95,76%) e 50.520 votos de legenda (4,24%) resultando em 1.191.074 votos válidos. Esta quantidade de votos válidos (87,62%), somada aos 82.303 votos em branco (6,04%) e 86.324 votos nulos (6,34%), resultou no comparecimento de 1.362.604 eleitores.

Representação eleita
  PSD: 2
  UNIÃO: 2
  PL: 1
  PT: 1
  PP: 1
  Republicanos: 1

| Número | Deputados federais eleitos | Partido      | Votação | Percentual | Cidade onde nasceu    | Unidade federativa |
| 4444   | Yandra de André            | UNIÃO        | 131.471 | 11,07%     | Aracaju               | Sergipe            |
| 2244   | Ícaro de Valmir            | PL           | 75.912  | 6,36%      | Itabaiana             | Sergipe            |
| 5555   | Fábio Reis                 | PSD          | 75.848  | 6,35%      | Lagarto               | Sergipe            |
| 1077   | Gustinho Ribeiro           | Republicanos | 71.831  | 6,02%      | Aracaju               | Sergipe            |
| 1311   | João Daniel                | PT           | 68.969  | 5,78%      | São Lourenço do Oeste | Santa Catarina     |
| 4477   | Rodrigo Valadares          | UNIÃO        | 49.696  | 4,16%      | Aracaju               | Sergipe            |
| 1133   | Thiago de Joaldo           | PP           | 45.698  | 3,83%      | São Paulo             | São Paulo          |
| 5505   | Delegada Katarina          | PSD          | 38.135  | 3,19%      | Aracaju               | Sergipe            |

### Deputados estaduais eleitos
Foram eleitos vinte e quatro os deputados estaduais para a Assembleia Legislativa de Sergipe. Conforme o Tribunal Superior Eleitoral, foram apurados 1.144.046 votos nominais (94,05%) e 72.379 votos de legenda (5,95%) resultando em 1.216.425 votos válidos. Esta quantidade de votos válidos (89,32%), somada aos 72.433 votos em branco (5,32%) e 73.055 votos nulos (5,36%), resultou no comparecimento de 1.362.604 eleitores.

Representação eleita
  PSD: 5
  UNIÃO: 4
  Republicanos: 3
  PL: 3
  PV: 2
  PP: 2
  Cidadania: 2
  PSOL: 1
  PDT: 1
  PT: 1

| Número | Deputados estaduais eleitos | Partido      | Votação | Percentual | Cidade onde nasceu | Unidade federativa |
| 44444  | Cristiano Cavalcante        | UNIÃO        | 45.314  | 3,72%      | Maceió             | Alagoas            |
| 10000  | Dr.ª Lidiane Lucena         | Republicanos | 37.332  | 3,07%      | Aracaju            | Sergipe            |
| 55250  | Jeferson Andrade            | PSD          | 35.909  | 2,95%      | Aracaju            | Sergipe            |
| 22444  | Marcos Oliveira             | PL           | 35.114  | 2,89%      | Itabaiana          | Sergipe            |
| 10200  | Carminha Paiva              | Republicanos | 34.790  | 2,86%      | Recife             | Pernambuco         |
| 55015  | Luciano Bispo               | PSD          | 30.867  | 2,54%      | Itabaiana          | Sergipe            |
| 50180  | Linda Brasil                | PSOL         | 28.704  | 2,36%      | Santa Rosa de Lima | Sergipe            |
| 55555  | Maisa Mitidieri             | PSD          | 28.174  | 2,31%      | Aracaju            | Sergipe            |
| 43777  | Paulo Jr.                   | PV           | 27.947  | 2,30%      | Aracaju            | Sergipe            |
| 22222  | Pato Maravilha              | PL           | 27.552  | 2,26%      | Umbaúba            | Sergipe            |
| 10777  | Áurea Ribeiro               | Republicanos | 26.200  | 2,15%      | Lagarto            | Sergipe            |
| 55123  | Adailton Martins            | PSD          | 24.175  | 1,99%      | Aracaju            | Sergipe            |
| 22111  | Netinho Guimarães           | PL           | 24.164  | 1,99%      | Aracaju            | Sergipe            |
| 55777  | Jorginho Araújo             | PSD          | 23.854  | 1,96%      | Aracaju            | Sergipe            |
| 44111  | Marcelo Sobral              | UNIÃO        | 22.159  | 1,82%      | Aracaju            | Sergipe            |
| 44555  | Kaká Santos                 | UNIÃO        | 20.280  | 1,67%      | Lagarto            | Sergipe            |
| 13333  | Chico do Correio            | PT           | 18.523  | 1,52%      | Guararapes         | São Paulo          |
| 23777  | Georgeo Passos              | Cidadania    | 18.429  | 1,51%      | Aracaju            | Sergipe            |
| 44022  | Luizão "Dona Trampi"        | UNIÃO        | 18.921  | 1,5%       | Itabaiana          | Sergipe            |
| 12111  | Garibalde Mendonça          | PDT          | 18.073  | 1,48%      | Aracaju            | Sergipe            |
| 11123  | Luciano Pimentel            | PP           | 18.073  | 1,48%      | Brumado            | Bahia              |
| 43000  | Ibrain de Valmir            | PV           | 16.554  | 1,36%      | Lagarto            | Sergipe            |
| 23456  | Dr. Samuel Carvalho         | Cidadania    | 15.621  | 1,28%      | Simplício Mendes   | Piauí              |
| 11888  | Neto Batalha                | PP           | 14.990  | 1,23%      | Aracaju            | Sergipe            |